# Astèrix i el cop de menhir
Astèrix i el cop de menhir (títol original: Astérix et le Coup du menhir) és una pel·lícula d'animació franco-alemanya dirigida per Philippe Grimond i estrenada l'any 1989. Adaptació dels albums El combat dels caps (1966) i L'endeví (1972) de la sèrie de dibuixos Astèrix. Ha estat doblada al català per TV3 el 4 d'abril de 1994, i en valencià per a Canal Nou el 12 d'octubre de 1994.

## Argument
El summum al poble: Panoramix ha perdut el cap i la memòria després d'un desafortunat cop de menhir que l'ha tornat boig en despertar. Ha oblidat la fórmula de la poció màgica. El mateix vespre, la tempesta porta un endeví a prediccions inquietants i ambicions desmesurades. Mentre Astérix intenta en va fer raonar els seus amics, els romans aprofiten la confusió per enviar un espia, ni valent, ni subtil però molt carregant.

## Repartiment
| Personatge          | Veu original                                    | Veu catalana               | Veu valenciana |
| ------------------- | ----------------------------------------------- | -------------------------- | -------------- |
| Astèrix             | Roger Carel                                     | Xavier de Llorens          | Edu Borja      |
| Obèlix              | Pierre Tornade                                  | Carles Canut               | –              |
| Prolix              | Julien Guiomar                                  | Lluís Marco                | –              |
| Bonemine            | Marie-Anne Chazel                               | –                          | –              |
| Panoràmix           | Henri Labussière                                | Viçens Manel Domènech      | –              |
| Centurió            | Roger Lumont                                    | Eduard Lluís Muntada       | –              |
| Assegurançatòrix    | Edgar Givry                                     | Francesc Figuerola         | –              |
| Assegurançatòrix    | Jean-Jacques Cramier (veu cantant)              | Francesc Figuerola         | –              |
| Acopdegarròtix      | Henri Poirier                                   | Manuel Lázaro              | –              |
| Optione             | Patrick Préjean                                 | Eduard Farelo              | –              |
| Esautomàtix         | Jean-Claude de Goros                            | Jordi Ribes                | –              |
| Edatdepèdrix        | Paul Bisciglia                                  | Jordi Campillo             | –              |
| Dona d'Edatdepèdrix | Jeanine Forney                                  | Maria Josep Guasch         | –              |
| Legionaris          | Jean-François Aupied, Edgar Givry i Bruno Choël | Antonio Crespo i Gal Soler | –              |

## Box-office
La pel·lícula aconseguirà 1.442.311 entrades a França i 2.457.000 entrades a Alemanya.

## Al voltant de la pel·lícula
- El centurió Caius Faipalgugus s'assembla al general Motus i Optione s'assembla al decurió Septinlapsus de la precedent pel·lícula Astérix a la Bretanya (1986).
- Un album fora de sèrie ha estat realitzat a partir de la pel·lícula.
- Aquesta és la primera pel·lícula d'Astèrix sense Juli Cèsar, aquest últim només s'esmenta. També és la primera pel·lícula d'Astèrix on els romans conquereixen durant un temps el poble dels gals.
- Bernard de Choisy, biògraf d'Albert Uderzo, la considera "la més bella de la sèrie. L'animació és reeixida, els colors magnífics, la banda sonora moderna. La promoció no va poder transmetre la idea de l'extrema qualitat de la pel·lícula. Le Coup du menhir és una gran pel·lícula d'animació".[5]